# ISSA (歌手)
ISSA（イッサ、1978年〈昭和53年〉12月9日 - ）は、日本の歌手、ラッパー、ダンサー、俳優、DA PUMPのリーダー、ボーカル担当 。血液型はB型。ライジングプロダクション所属。
沖縄県沖縄市出身。本名は邊土名 一茶（へんとな いっさ）。旧芸名は辺土名 一茶（読み同じ）。所属レコード会社はエイベックス（レーベルはSONIC GROOVE）。メンバーカラーは赤。既婚。2児の父。

## 来歴

### デビュー前
幼稚園へ入るころに沖縄アクターズスクールに通い始め、子役として活動。ドラマやローカルCMにも出演したこともあったが、一度はアクターズスクールから離れた。
その後、中学1年生の時に先輩が踊っている姿を見て友達とダンスを始める。高校3年生の時、母親からもう一度アクターズスクールを見に行くだけ行ってみるよう勧められ見学したところ面白そうと感じ再び通い始める。幸也、健、忍に合流してDA PUMPの前身であるKOOZの4番目のメンバーとなる。

### デビュー後
1997年6月11日、DA PUMPのボーカルとして「Feelin' Good -It's PARADISE-」でCDデビュー。
1999年10月23日、映画『ドリームメーカー』で初主演。
2003年3月12日、『仮面ライダー555』のオープニング曲「Justiφ's」をリリースしソロデビューする。同年4月23日、自身初のソロシングル「PLAY,THIS,SATISFY」をリリース。
2008年7月10日、コンサートのリハーサル中にバック転の着地に失敗し右大腿骨と骨盤を骨折。大腿骨と骨盤に数本のボルトを入れる手術をし、医師からは今まで通りには踊れないと言われた。入院中、明石家さんまからお見舞い品として多数のアダルトDVDが贈られた。これを機に必死にリハビリをして何とかダンスできるまで回復したが、今でも右足の動きには制限がある。このDVDは後輩に受け継がれている。

2010年9月、SoulJaとのコラボレーションシングル「Breathe」をリリース。以降ISSA×SoulJaとして3枚のシングルと1枚のアルバムをリリース。
2011年12月20日に福本幸子との婚約を発表をしたが、翌2012年11月に増田有華とのスキャンダルが報じられ、福本に婚約破棄されたことが明らかになった。これ以降、しばらくの間、芸能活動を干されてしまい、増田もAKB48を脱退する羽目になっている。
2018年6月20日に一般女性と結婚していたことを発表。翌2019年4月4日に第1子女児が誕生。
8月30日、平成仮面ライダー20作品記念作『仮面ライダージオウ』にてAAA末吉秀太と共に再びテレビシリーズの主題歌を担当することが発表された。ISSAは『仮面ライダー555』以来、末吉は『仮面ライダー電王』以来（AAA DEN-Oformのメンバーとして）のテレビシリーズ主題歌となった。
同年9月13日、夜の沖縄市の魅力を発信する「沖縄市ナイトメイヤー」に就任。任期は4年間。10月21日に沖縄市役所前広場にて就任式が行われ、SHINOBUとYUKINARIがサプライズゲストで訪れた。
同年11月5日、沖縄市の観光大使「ちゃんぷる〜沖縄市大使」に就任。11月24日に「沖縄国際カーニバル2018」内で就任式が行われ、就任式後はパレードに参加。カーニバル内で開催された「U.S.A.ダンスコンテスト」決勝大会ではYUKINARIとダンサーのKI-YOと共に審査員を務めた。
2019年7月公開の映画『劇場版 仮面ライダージオウ Over Quartzer』では、クォーツァーのリーダー・常磐SOUGO / 仮面ライダーバールクス役を演じた。なお、劇場版ジオウの主題歌はDA PUMPが担当している。
2023年12月、約16年ぶりにソロ活動を再始動させ、新曲「Another Life」をリリースしたほか、初のソロライブ「ISSA Premium Live at Billboard Live」を開催した。

## 人物

### 家族
- 父方の祖父がアイリッシュ系アメリカ人のクオーターである。父は辺土名求。
- 6人兄弟で第二子の長男で、姉は里中茶美、弟は元プロゴルファーの辺土名二茶（ニーチェ）、末弟は辺土名茶三海（チェスカ）と妹が二人いる[19]。求の意向で兄弟全員の名前に「茶」がつく[20]。ファッションモデルのティアラは従妹に当たる。

### 性格・特徴
- 「一茶」という名前は、お茶が沖縄では健康や長寿のために愛され、縁起を運ぶものとして飲まれること、母親が小林一茶が好きだったことで名づけられた[21]。
- 几帳面な性格で、汗をかいた服は畳んでジップロックにいれる、楽屋のテーブルの上のものを揃えて置く、ロッカーは13（いっさ）番を使う、何事も左右対称でないと気がすまないなどこだわりが強い[22]。
- コンサートでは他のアーティストではやらない、異例ともいえる朝イチに会場入りをする。コレは紙吹雪で滑って怪我しないように会場チェックや食事・体調管理の為。

### 趣味・嗜好
- 父親の影響で習い事として幼少期にゴルフを始めた[23]。年齢が近かった宮里聖志、優作兄弟とはジュニア大会でよく一緒になっていて、優作とは頻繁に連絡を取っている[24][25]。
- 仮面ライダーシリーズの熱烈なファンであり、映画『仮面ライダー THE NEXT』の主題歌「CHOSEN SOLDIER」も歌っている。また、DA PUMPが主題歌を担当した『仮面ライダー THE FIRST』には顔出しで出演している。仮面ライダーシリーズでソロ、DA PUMP名義含め6曲の主題歌を担当した。（2024年2月現在）
- 幼少期レンタルビデオ屋でバイクに乗る仮面ライダーの姿に惹かれ、借りたことがきっかけで仮面ライダーファンになる[26]。好きなライダーは仮面ライダー1号と仮面ライダークウガ[27]。

### 歌・ダンス
- 得意なダンスジャンルはロックダンス、ソウルダンス[28]。
- 歌唱力に定評があり、幼少期から交友を持つ三浦大知からは「声に衰えがない。あれはISSAにしかない声。すごくスペシャル」や、富樫明生からも「彼は天才的パフォーマーというかシンガーでもあるし、こちらが提示してきたものをまず完璧にやってくる」と評されている[29]。
- 石原裕次郎や美空ひばり、西城秀樹に憧れてイヤーモニターを使用しない[12]。岡村隆史のラジオイベントにグループで出演した際も「自分でカウントが取れるから」と使用せず岡村にプロは違うと驚かれた[30]。

### エピソード・交友関係
- 木村拓哉と交流があった[31][32]。また、ISSA自身もSMAPの大ファンであり、DA PUMPとしてデビューする以前から憧れの存在であった[33]。

## ディスコグラフィ

### シングル

#### CDシングル
| 枚 | 発売日         | タイトル          | 規格      | 規格品番    | 最高位 | 備考                                       |
| -- | -------------- | ----------------- | --------- | ----------- | ------ | ------------------------------------------ |
| 1  | 2003年3月12日  | Justiφ's          | CCCD      | AVCA-14595  | 9位    | 特撮テレビドラマ『仮面ライダー555』主題歌  |
| 2  | 2003年4月23日  | PLAY,THIS,SATISFY | CCCD      | AVCT-30073  | 22位   | CM｢TBC JUST BEAUTY｣キャンペーンソング      |
| 3  | 2007年10月17日 | CHOSEN SOLDIER    | CD/CD+DVD | AVCT-30125B | 16位   | 東映配給映画『仮面ライダーTHE NEXT』主題歌 |

#### 配信限定シングル
| 発売日         | タイトル           | 規格                   | 備考                                                             |
| -------------- | ------------------ | ---------------------- | ---------------------------------------------------------------- |
| 2024年2月2日   | Identiφ's          | デジタル・ダウンロード | Vシネクスト『仮面ライダー555 20th パラダイス・リゲインド』主題歌 |
| 2024年11月27日 | The Christmas Song | デジタル・ダウンロード |                                                                  |

#### ミュージックカード
| 発売日         | タイトル     | 規格品番   | 備考                                                |
| -------------- | ------------ | ---------- | --------------------------------------------------- |
| 2023年12月19日 | Another Life | AVZ1-98162 | 「ISSA Premium Live at Billboard Live」にて初披露。 |

### アルバム
| 発売日        | タイトル  | 規格   | 規格品番     | 最高位 |
| ------------- | --------- | ------ | ------------ | ------ |
| 2003年5月21日 | EXTENSION | CCCD   | AVCT-10127   | 8位    |
| 2025年3月5日  | I SING    | CD+DVD | AVCD-98179/B |        |

### 参加楽曲

#### ISSA × SoulJa
| 発売日         | タイトル | 規格   | 規格品番     | 最高位 |
| -------------- | -------- | ------ | ------------ | ------ |
| 2010年9月22日  | Breathe  | CD+DVD | AVCD-16215B  | 23位   |
| 2010年9月22日  | Breathe  | CD     | AVCD-16215   | 23位   |
| 2011年3月9日   | 4 chords | CD+DVD | AVCD-16225B  | -      |
| 2011年3月9日   | 4 chords | CD     | AVCD-16225   | -      |
| 2011年10月12日 | i hate u | CD+DVD | AVCD-162445B | 26位   |
| 2011年10月12日 | i hate u | CD     | AVCD-16244   | 26位   |

| 発売日        | タイトル | 規格   | 規格品番    | 最高位 |
| ------------- | -------- | ------ | ----------- | ------ |
| 2012年2月29日 | ISM      | CD+DVD | AVCD-16258B | 48位   |
| 2012年2月29日 | ISM      | CD     | AVCD-16258  | 48位   |

#### その他
| 発売・公開日   | 曲名                            | 収録作品                                                          | アーティスト・企画                | 備考                                     |
| -------------- | ------------------------------- | ----------------------------------------------------------------- | --------------------------------- | ---------------------------------------- |
| 2007年11月21日 | 白い雪                          | CHRISTMAS HARMONY                                                 | ヴィジョンファクトリー            |                                          |
| 2013年12月4日  | All My Love To You with ISSA    | UNCHANGED                                                         | 浦田直也                          |                                          |
| 2014年7月2日   | 気絶するほど悩ましい            | VISION FACTORY COMPILATION ～阿久悠、作家生活40周年記念～         | ヴィジョンファクトリー            |                                          |
| 2017年11月15日 | 朝日のように                    | 阿久悠トリビュート・スペシャルソングス ～朝日のように～           | 阿久悠未発表詞 105080プロジェクト |                                          |
| 2018年11月4日  | Over "Quartzer"                 | Over "Quartzer"                                                   | 末吉秀太                          | 『仮面ライダージオウ』主題歌。           |
| 2020年11月25日 | P△R△DISE                        | Paradox Live Exhibition Show -BAE-                                | BAE                               |                                          |
| 2021年11月11日 | ALIVE                           | SPEED 25th Anniversary TRIBUTE ALBUM “SPEED SPIRITS”              | SPEED                             |                                          |
| 2022年3月30日  | One Night Carnival              | All Night Carnival                                                | 氣志團                            | m.c.A・Tとのデュエット。                 |
| 2024年12月11日 | ごきげんだぜっ！                | m.c.A・T 30周年記念 「ごきげんだぜっ!」 featuring ISSA & 屋良朝幸 | m.c.A・T                          | m.c.A・T、屋良朝幸とのコラボレーション。 |
| 2024年12月11日 | Feelin' Good 〜恋はパラダイス〜 | m.c.A・T 30周年記念 「ごきげんだぜっ!」 featuring ISSA & 屋良朝幸 | m.c.A・T                          | m.c.A・Tとのデュエット。                 |

## ライブ・イベント

### ライブ
| 公演年 | 公演名                                   | 公演日         | 会場                 | 出典   |
| ------ | ---------------------------------------- | -------------- | -------------------- | ------ |
| 2023年 | ISSA Premium Live at Billboard Live      | 12月3日        | ビルボードライブ横浜 | [ 34 ] |
| 2023年 | ISSA Premium Live at Billboard Live      | 12月4日・7日   | ビルボードライブ東京 | [ 34 ] |
| 2023年 | ISSA Premium Live at Billboard Live      | 12月17日・18日 | ビルボードライブ大阪 | [ 34 ] |
| 2024年 | ISSA Premium Live at Billboard Live 2024 | 12月3日・4日   | ビルボードライブ東京 | [ 35 ] |
| 2024年 | ISSA Premium Live at Billboard Live 2024 | 12月18日・19日 | ビルボードライブ大阪 | [ 35 ] |
| 2024年 | ISSA Premium Live at Billboard Live 2024 | 12月23日・24日 | ビルボードライブ横浜 | [ 35 ] |

### イベント
- 池乃めだか芸能生活50年記念〜ちっさいおっさん大祭り〜（2015年11月20日、なんばグランド花月）[36]
- 第3回おきなわ新喜劇ツアー 世界のヤッケームン大会（2016年9月10日、浦添市てだこホール 大ホール / 11日、沖縄市民会館 大ホール / 18日、石垣市民会館 大ホール） - スペシャルゲスト[37]
- 仮面ライダー生誕45周年×スーパー戦隊シリーズ40作品記念 45×40 感謝祭 Anniversary LIVE & SHOW（2017年1月21日、日本武道館）[38]
- BOSS x Michael Jackson（2018年8月28日、BOSS Store表参道） - スペシャルゲスト[39]
- 沖縄市ナイトメイヤー就任式 LINKUP HOLIDAY vol.10（2018年10月21日、沖縄市役所前広場）
- 沖縄国際カーニバル2018（2018年11月24日、ミュージックタウン音市場1階音楽広場・コザ・ゲート通り） - スペシャルゲスト
- 超英雄祭KAMEN RIDER × SUPER SENTAI　LIVE & SHOW 2019（2019年1月23日、日本武道館） - Shuta Sueyoshi feat. ISSAとして出演[40]
- urata naoya LIVE TOUR 2018-2019 -unbreakable- 10th Anniversary Special FINAL（2019年2月16日、中野サンプラザ） - シークレットゲスト[41]

## 出演

### テレビドラマ
- レッツ・ゴー!永田町（2001年、日本テレビ） - 奥村健太 役
- ちゅらさん2（2003年、NHK） - 喜屋武 役

### バラエティ番組
- 人気者でいこう!（テレビ朝日系列）- 復活特番にも2回出演。
- SUPER CHAMPLE 2016（2016年12月29日、中京テレビ） - 司会[42] ※レギュラー時代はDA!PUMPとして司会。
  - スーパーチャンプル 2017夏 新MC登場SP（2017年9月16日、中京テレビ） - 司会[43]
  - スーパーチャンプルpresents STREET DANCE 新世代No.1決定戦（2018年3月19日、中京テレビ） - 司会[44]
- 痛快TV スカッとジャパン（2018年9月24日 - 、フジテレビ） - 神ティーチャースカッとシリーズ[45]
- HITOSHI MATSUMOTO presents ドキュメンタル（2023年、Amazonプライム・ビデオ）- シーズン12出演

### ゴルフ番組
- 2016 三井住友VISA太平洋マスターズ プロ・アマチャリティトーナメント（2016年11月13日、TBSテレビ）[46]
- 第19回 叙々苑カップ芸能人ゴルフチャンピオン決定戦（2018年6月24日、テレビ東京）

### CM
- 大塚製薬「オロナミンC」（2003年）[47]
- トリンプ・インターナショナル「天使のブラ」(2004年)

### 映画
- アンドロメディア（1998年、松竹） - トオル 役
- ドリームメーカー（1999年、東映） - 主演・杉浦マサト 役
- ミラーを拭く男（2004年、パル企画） - 皆川芳郎 役
- 仮面ライダーTHE FIRST（2005年、東映） - ショッカー幹部・若者 役
- 南の島のフリムン（2009年、角川映画） - ポールバー従業員 役（友情出演）
- 琉神マブヤーTHE MOVIE 七つのマブイ（2011年、アスミック・エース） - サイオン / 龍神ガナシー 役
- ブレイブX 極道十勇士（2017年、コンセプトフィルム） - 主演・幸田真一 役[48]
- 劇場版 仮面ライダージオウ Over Quartzer（2019年、東映） - 常磐SOUGO / 仮面ライダーバールクス 役[17]

### Vシネマ
- 極道十勇士（2017年11月、オールインエンタテインメント） - 主演・幸田真一 役[49]
- 極道十勇士 第二章（2018年1月、オールインエンタテインメント） - 主演・幸田真一 役[50]
- 極道十勇士 第三章（2018年3月、オールインエンタテインメント） - 主演・幸田真一 役

### テレビアニメ
- 魔入りました ! 入間くん（2021年4月17日、NHK Eテレ） - ASSI 役[51]

### 吹き替え
- ターミネーター3（2003年、劇場公開版） - ジョン・コナー 役
- きかんしゃトーマス Go!Go!地球まるごとアドベンチャー（2019年） - エース 役[52]

### 舞台・ミュージカル
- ミュージカル「ウィズ〜オズの魔法使い〜」（2012年9月28日 - 11月6日、KAAT神奈川芸術劇場ホール 他） - かかし 役[53]
- ミュージカル「4BLOCKS」（2015年4月3日 - 12日、サンシャイン劇場） - ルード 役[54]
- 桂米朝追善芝居「地獄八景亡者戯」（2016年2月6日 - 22日、大阪松竹座） - 名古屋山三 役[55]
- ミュージカル「ロッキー・ホラー・ショー」（2017年11月7日 - 12月31日、Zeppブルーシアター六本木 他） - リフラフ 役[56]
- ミュージカル「ピーター・パン」（2018年7月21日 - 8月1日、東京国際フォーラムホールC 他） - フック船長 / ダーリング 役

## 書籍

### 写真集
- ファースト写真集「ISSA 7」（2003年6月6日、主婦と生活社、撮影：内田将二）ISBN 4-391-12811-X